# Пиотровский, Зигмунт Антони
Зигмунт Антони Пиотровский (пол. Zygmunt Antoni Piotrowski), (18 апреля 1904, Познань, Польша — 27 ноября 1985, Филадельфия, США) — был польско-американским психологом.

## Биография
Пиотровский родился в Познани в 1904 году. В 1923 году после окончания гимназии Марии Магдалины в Познани он учился в университете имени Адама Мицкевича в Познани, где изучал психологию, философию и символическую логику и в 1927 году получил докторскую степень. В 1928 году он поступил в Колумбийский университет в аспирантуру, а с 1934 по 1954 Пиотровский работал  в Психиатрическом институте штата Нью-Йорк, который был связан с Колумбийским университетом.
Он занимался экспериментальной психологией, тестом Роршаха и тематическим апперцептивным тестом.
В 1971 году Пиотровсий получил премию Бруно Клопфера, а в 1980 году — награду Американской психологической ассоциации за выдающийся профессиональный вклад.

## Публикации
- Zygmunt A. Piotrowski. Objective Signs of Invalidity of Stanford-Binet tests :  [англ.] // Psychiatric Quarterly. — 1937. — № 11. — P. 623–636..
- Zygmunt A. Piotrowski. The methodological aspects of the Rorschach Personality Method :  [англ.] // Kwartalnik Psychologiczny. — 1937. — № 9.
- Zygmunt A. Piotrowski. The Rorschach Inkblot Method in Organic Disturbances of the Central Nervous System :  [англ.] // Journal of Nervous and Mental Diseases. — 1937. — № 86.
- Zygmunt A. Piotrowski. Rorschach Studies of Cases with Lesions of the Frontal Lobes :  [англ.] // British Journal of Medical Psychology. — 1937. — № 17.
- Zygmunt A. Piotrowski. The prognostic possibilities of the Rorschach method in insulin treatment :  [англ.] // Psychiatric Quarterly. — 1938. — № 12. — P. 679–689.
- Zygmunt A. Piotrowski. A Rorschach blind analysis of a compulsive neurotic :  [англ.] // Kwartalnik Psychologiczny. — 1939. — № 11.
- Zygmunt A. Piotrowski. Rorschach Manifestations of improvement in Insulin Treated Schizophrenics :  [англ.] // Psychosomatic Medicine. — 1939. — № 1.
- Zygmunt A. Piotrowski. The Rorschach Method as a Prognostic Aid in the Insulin Shock Treatment of Schizophrenics :  [англ.] // Psychiatric Quarterly. — 1941. — № 15. — P. 807–822.
- Zygmunt A. Piotrowski. The Modifiability of Personality as Revealed by the Rorschach Method :  [англ.] // Rorschach Research Exchange. — 1942. — № 6..
- Zygmunt A. Piotrowski. Perceptanalysis: a Fundamentally Reworked, Expanded, and Systematized Rorschach Method. — New York : Macmillan, 1957. — 505 p.
- Zygmunt A. Piotrowski. The Piotrowski dream interpretation system. :  [англ.] // Psychiatric Quarterly. — 1973. — № 47 (January). — P. 609–622.